# Windpferd
Das Windpferd ist in der schamanistischen Tradition Zentralasiens eine Allegorie für die menschliche Seele. Im Tibetischen Buddhismus wurde es als zentrales Element in die Mitte der vier allegorischen Tiere der Himmelsrichtungen übernommen. Es hat auch den Gebetsfahnen seinen Namen gegeben, auf denen die fünf Tiere dargestellt sind.
Das Symbol hat je nach Sprache verschiedene, geringfügig voneinander abweichende Namen:
- хиймори, Chiimori oder Hiimori, Mongolisch für „Gaspferd“, sinngemäß „Windpferd“, alltägliche Bedeutung: Seele.
- Rüzgar Tayi, türkisch für „Fohlen des Windes“.
- rlung-rta, tibetisch für „Windpferd“.

## Schamanismus
Die Ursprünge des Windpferdes liegen auf dem Gebiet der heutigen Mongolei als Bestandteil des Tengrismus sowie in Tibet im Bön-Glauben.
Die mongolisch-türkische Legende erzählt von einem magischen Pferd, das als Fohlen mit acht Beinen und der Fähigkeit zum Fliegen geboren wurde. Das Windpferd war das geistige Kind einer Schamanin namens Chichek und sollte ihr helfen, der Herrschaft eines bösen Khans zu entfliehen. Dieses gelingt erst nach seinem Tod, als es in Chicheks Trance wieder als reales Pferd erscheint, und sie davonträgt. In mongolischen Darstellungen wird das Windpferd meistens mit Flügeln gezeigt.
Chiimori steht für die innere Kraft eines Menschen, seine Seele. Diese Kraft hilft dabei, das Gleichgewicht zwischen Vater Himmel (alttürk. tengri; mong. tenger) und Mutter Erde zu finden. Gute Taten stärken die Seele und ihre Kraft. Jede Tat, die das Gleichgewicht der Welt stört, lässt die innere Kraft schwinden. Damit erklärt der Tengrismus, dass böse Menschen mit der Zeit häufig ein selbstzerstörerisches Verhalten entwickeln.

## Buddhismus

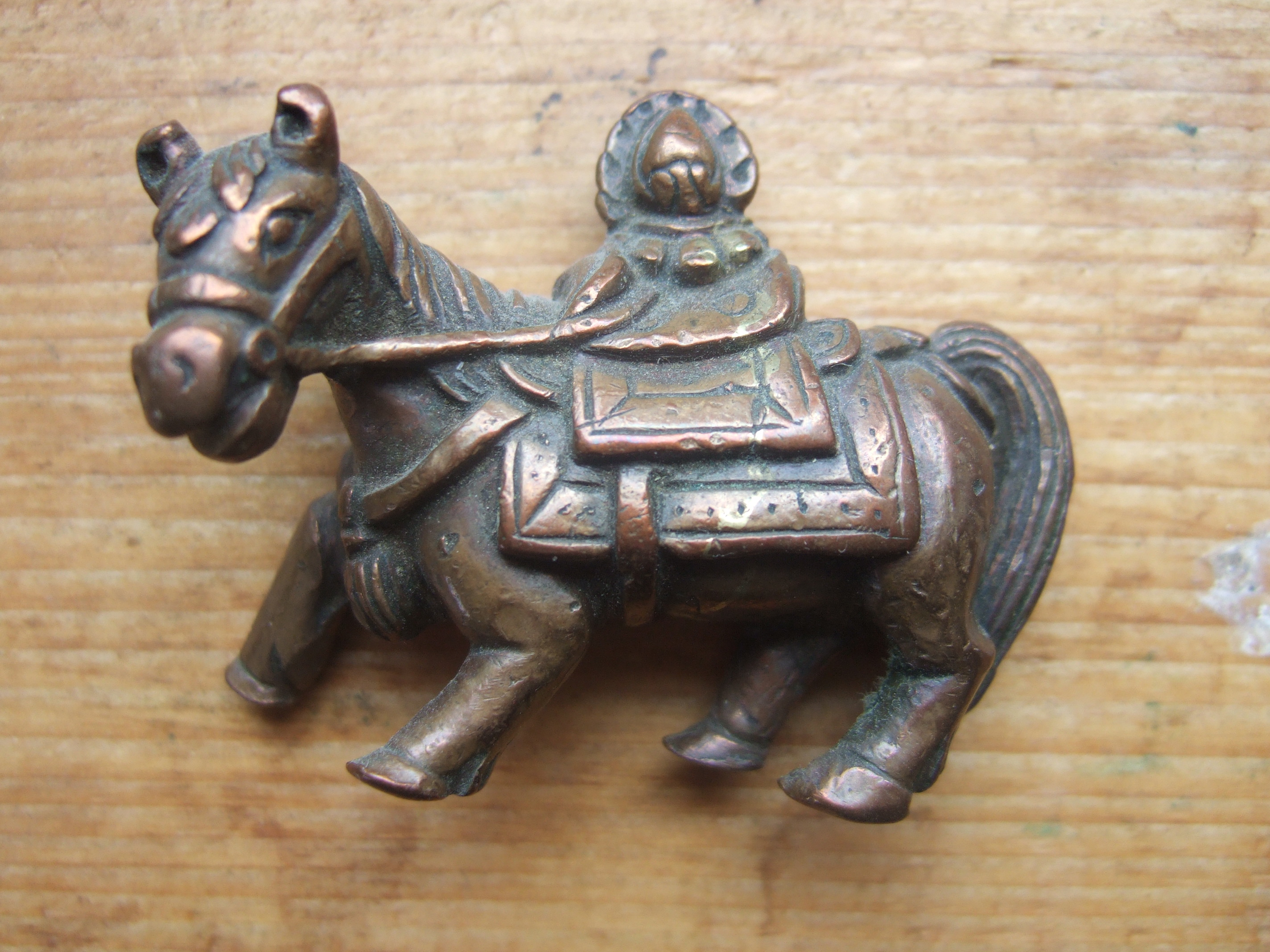
Bronzeminiatur eines Tibetischen Windpferdes

Im Tibetischen Buddhismus wurde das gleiche Symbol aus dem schamanistischen Glauben des Bön übernommen. Hier tritt es in Gesellschaft der vier Tiere der Himmelsrichtungen (Garuda resp. Kyung, Drache, Tiger und Schneelöwe) auf, die ihrerseits aus der chinesischen Mythologie stammen.
In diesem Zusammenhang wird das Windpferd meistens ohne Flügel dargestellt, dafür trägt es die Drei Juwelen des Chakravartin, auch „Wunscherfüllendes Juwel“ genannt. Es soll bei seiner Erscheinung Friede, Wohlstand und Harmonie verbreiten. Die rituelle Anrufung des Windpferdes erfolgt morgens und bei zunehmendem Mond durch ein Rauchopfer.
Auf den tibetischen Gebetsfahnen sind in den Ecken meistens die vier Tiere der Himmelsrichtungen und in der Mitte das Windpferd dargestellt. Von diesem haben die Fahnen auch den Namen rlung-rta übernommen. Durch das Flattern im Wind transportieren sie die Gebete zum Himmel wie das im Wind fliegende Pferd.

## Heraldik
Das Windpferd ist eine gemeine Figur in der Heraldik. Es ist ein seltenes Wappentier und in der europäischen Wappenkunde eigentlich nicht in Wappen zu finden. Seine Stellung ist heraldisch links und schwebend (fliegend) im Wappen. Es hat Flügel und ist stark stilisiert. Bekannt ist es aus dem Wappen der Mongolei. In Europa ist es dem Flügelpferd oder Pegasus gleichzusetzen.